# Мина (Шустов)
Архимандрит Мина (в миру Михаил Ефимович Шустов; XIX век, Пещеры, Нижегородская область — 17 апреля 1911, Москва) — настоятель Никольского единоверческого монастыря в Москве, миссионер.

## Биография
Михаил Ефимович Шустов родился в слободе Пещеры Нижегородской губернии, в крестьянской семье старообрядцев-беспоповцев. Первоначально он принадлежал к последователям «старой веры» и занимался торговлей, но решил оставить старообрядчество и принять единоверие. С этой целью он и пришёл в Никольский единоверческий монастырь к архимандриту Павлу Прусскому. И около 20 лет прожил в Никольском единоверческом монастыре послушником, будучи учеником и сотрудником в миссионерской деятельности архимандрита Павла Прусского, который по неизвестной причине не соглашался постричь его в иноческий сан (может быть так было удобнее для миссионерской деятельности), и при этом всегда брал с собой в миссионерские путешествия.
В первой половине 1896 года после кончины архимандрита Павла Прусского, при следующем игумене Иерониме, Михаил Шустов был пострижен в монашество и рукоположён в сан иеромонаха (священноинока) Никольского единоверческого монастыря. После избрания новым игуменом казначея иеромонаха Сергия, некоторое время занимал должность казначея, а затем перешёл в Покровский миссионерский монастырь.
В 1901 году был поставлен игуменом в Спасо-Преображенский Гуслицкий миссионерский монастырь основанный схиигуменом Парфением (Агеевым). Но братия монастыря, недовольная его управлением, неоднократно жаловалась Московскому митрополиту Владимиру.
И 9 февраля 1907 года указом Святейшего Синода № 416 перемещён в Климовский Покровский единоверческий монастырь с повышением в сане до архимандрита, тогда этот монастырь был одним из крупнейших единоверческих монастырей Черниговской епархии).
В 1908 году был поставлен настоятелем Никольского единоверческого монастыря и до кончины 17 апреля 1911 года управлял данным монастырём.
Отец Мина (Шустов) так же был активным членом Общества трезвости, и становится известен как борец с винопитием в крестьянской среде.
Архимандрит Мина (Шустов) был твёрдым сторонником возможности уврачевания старообрядческого раскола Русской Православной Церкви через единоверие. В 1910 году отец Мина познакомился с молодым миссионером Иваном Власовиче Шелаевым, который решает посвятить себя этой благородной цели, для чего с 23 августа 1910 года по 1913 год определяется на должность учителя церковно-приходской школы при Московском Никольском единоверческом монастыре. Здесь-то и проявляется его незаурядные миссионерские способности. В течение этих трех лет он не только учительствует, но в каникулярное время проводит публичные беседы со старообрядцами, которые имеют неизменный успех, благодаря его твёрдому глубокому знанию Православного вероучения.
Главным фактором становления Ивана Власовича Шелаева как православного миссионера в среде старообрядцев явилась его духовная близость с настоятелем Никольского единоверческого монастыря игуменом Миной (Шустовым). Игумен Мина в своё время перешёл в единоверие из раскола, и, много лет находясь в единоверческом монастыре, вёл неустанную миссионерскую деятельность, оставив после себя ряд литературных трудов по этому направлению.
Блаженная кончина игумена Мины (Шустова) явилась для Ивана Власовича Шелаева большой утратой.
Со временем он не только станет достойным продолжателем его трудов, но в монашестве будет наречён тем же святым именем — Мина. И в дальнейшем архимандрит Мина (Шелаев) станет известным Рязанским епархиальным миссионером, претерпит мученическую кончину 22 октября (4 ноября н.ст.) 1937 года. А на Юбилейном Архиерейском Соборе Русской Православной Церкви, проходившего в августе 2000 года в гор. Москве, архимандрит Мина (Шелаев) прославлен в лике святых пренодобномучеников.
Скончался архимандрит Мина (Шустов) скоропостижно 17 апреля 1911 года в 12 часов ночи, предположительно от рака, в Никольском единоверческом монастыре в Москве.
Отец Мина (Шустов) оставил после себя несколько литературных трудов.
Погребен отец Мина (Шустов) 20 апреля 1911 года в ограде Никольского единоверческого монастыря.

## Использованные материалы
- Вургафт С. Г., Ушаков И. А. Старообрядчество. Лица, предметы, события и символы. Опыт энциклопедического словаря. — М.: 1996.
- Журнал «Русский инок». № 12. Июнь 1911 г.
- Преподобномученик Мина Рязанский, архимандрит (Шелаев).
- Список: «Знаменитые трезвые люди планеты».